# Trichopeziza discolor
Trichopeziza discolor är en svampart som tillhör divisionen sporsäcksvampar, och som först beskrevs av Victor Mouton, och fick sitt nu gällande namn av Ain (G.) Raitviir. Trichopeziza discolor ingår i släktet Trichopeziza, och familjen Hyaloscyphaceae. Arten är reproducerande i Sverige.